# Ixodes jellisoni
Ixodes jellisoni är en fästingart som beskrevs av Cooley och Glen M. Kohls 1938. Ixodes jellisoni ingår i släktet Ixodes och familjen hårda fästingar. Inga underarter finns listade i Catalogue of Life.